# 1957 en bande dessinée
| Années de la bande dessinée : 1954 - 1955 - 1956 - 1957 - 1958 - 1959 - 1960    |
| Décennies de la bande dessinée : 1920 - 1930 - 1940 - 1950 - 1960 - 1970 - 1980 |

Cet article présente les faits marquants de l'année 1957 en bande dessinée.

## Évènements
- 28 février : apparition de Gaston Lagaffe dans Spirou, créé par André Franquin. Il n'a pas encore de patronyme, fume, et personne n'est capable à la rédaction de dire qui l'a embauché.
- Jean Graton donne naissance à Michel Vaillant dans Tintin pour une histoire courte en quatre planches.
- Début de la série des Aventures de Tonton Eusèbe par J. Lebert.

## Nouveaux albums
Voir aussi : Albums de bande dessinée sortis en 1957

### Franco-belge
| Sortie | Titre                                           | Scénariste      | Dessinateur     | Coloriste | Éditeur    |
| ------ | ----------------------------------------------- | --------------- | --------------- | --------- | ---------- |
|        | Johan et Pirlouit T.5 Le Serment des vikings    | Peyo            | Peyo            |           | Dupuis     |
|        | Blake et Mortimer T.6 : L'Énigme de l'Atlantide | Edgar P. Jacobs | Edgar P. Jacobs |           | Le Lombard |

### Comics
| Sortie | Titre       | Scénariste | Dessinateur | Coloriste | Éditeur |
| ------ | ----------- | ---------- | ----------- | --------- | ------- |
| ?      | à compléter |            |             |           |         |
| ?      | …           |            |             |           |         |

### Mangas
| Sortie | Titre       | Scénariste | Dessinateur | Coloriste | Éditeur |
| ------ | ----------- | ---------- | ----------- | --------- | ------- |
| ?      | à compléter |            |             |           |         |
| ?      | …           |            |             |           |         |

## Naissances
- 9 janvier : Bernar
- 11 janvier : Bernard Hislaire, dit Yslaire (Sambre, Mémoires du XXe ciel).
- 27 janvier : Frank Miller (Sin City, Batman: Dark Knight)
- 24 février : Tome (Spirou, Soda)
- 26 février : Enrique Alcatena, dessinateur de comics
- 3 avril : Yves Chaland (Les Aventures de Freddy Lombard)
- 11 avril : Jacques Terpant
- 4 mai : Tito (Tendre Banlieue)
- 25 mai : Marc Hempel, dessinateur de comics
- 5 juin : Carlo Nayaradou, auteur de bande dessinée martiniquais
- 21 août : Tignous
- 7 juin : Luc Cornillon
- 7 août : Mark Bagley, dessinateur de comics
- 2 octobre : Janry (Spirou)
- 12 octobre : Serge Clerc
- 6 novembre : Michel Durand
- 28 novembre : Jerry Ordway, auteur de comics
- 11 décembre : Carlos Meglia, dessinateur argentin. Peter Bagge, auteur de comics
- 19 décembre : Didier Lefèvre
- Autres naissances : Paul Chadwick, Bruno Heitz, Jean-François Kieffer, Richard Thompson, Richard McGuire

## Décès
- 5 janvier : Clarence Gray, auteur de comic strips
- 11 octobre : Edmond-François Calvo
- 23 décembre : Maurice Cuvillier